# Fabian Lundquist
Carl Fabian Lundquist, född 2 maj 1895 i Sura församling, Västmanlands län, död 13 februari 1973, var en svensk industriman.
Efter examen från Kungliga Tekniska högskolan 1922 blev Lundquist överingenjör vid Ströms Bruks AB 1927, var disponent vid Ströms Bruks AB och Ljusne-Woxna AB 1948–62. Han var styrelseordförande i Sundsvallsbanken 1959–66 samt i Ström-Ljusne AB och Ljusne-Woxna AB från 1962.